# 阿尔斯海姆
阿尔斯海姆（德語：Alsheim）是德国莱茵兰-普法尔茨州的一个市镇。总面积15.54平方公里，总人口2626人，其中男性1268人，女性1358人（2011年12月31日），人口密度169人/平方公里。

## 友好城市
- 法國 佩姆